# Domaća mačka u popularnoj kulturi
Mačka (Felis silvestris forma catus) je sisavac iz porodice mačaka. Popularna je kod ljudi i pojavljuje se u crtanim filmovima, knjigama, strpovima itd.
Mačka je popularna kod ljudi, te se ona često prikazuje na fotografijama ili crtanim filmovima kako se igraju s klupkom ili kako love miševe. U mnogim suvremenim crtanim filmovima mačke su glavni likovi.
Najpoznatiji likovi mačaka u crtanim filmovima su Tom i Silvestar iz Tom i Jerry i crtanih filmova Looney Tunesa, te Fritz i Garfield. U književnosti, u bajci braće Grimm 
Mačak u čizmama glavni je lik mačak koji je od trećeg mlinarevog sina zatražio da mu kupi čizme i, usput, obećao da će biti bogat, dok je u knjizi Lewisa Carolla Alica u zemlji čudesa Češirska mačka neobični lik koji ima sposobnost nevidljivosti i iznenadnog pojavljivanja.

### Garfield
Garfield je glavni lik iz istoimenog stripa koji ima 36 godina i 9 života. Osmislio ga je Jim Davis. Rođen je u kuhinji Mama Leoninog talijanskog restorana, a njegov vlasnik zove se Jon. Ima plišanog medvjedića, kojeg zove Pucko, kojem vrlo često povjerava tajne. Lijen je i većinu vremena provede u spavanju ili dosađivanju. Omiljeno jelo su mu lazanje, a ujutro često pije kavu i jede krafne.

### Mačak Fritz
Mačak Fritz (en. Fritz the Cat) je strip kojeg je osmislio Robert Crumb, a ilustrirao Skip Hinnant. Prvi primjerak stripa izašao je u siječnju 1965. godine, dok je zadnji primjerak izašao 1972. godine. 1972. god snimljen je crtani film pod nazivom Mačak Fritz, dok je 1974. godine snimljen nastavak filma Devet života mačka Fritza.